# أقصر طريق مع المنشقين
أقصر طريق مع المنشقين؛ أو مقترحات لتأسيس الكنيسة (بالإنجليزية: The Shortest-Way with the Dissenters; Or, Proposals for the Establishment of the Church)‏ هو منشور بقلم دانيال ديفو، ونشر لأول مرة في عام 1702. قام ديفو بنشر المنشور بعد زيادة العداء تجاه المنشقين (عن كنيسة إنجلترا) في أعقاب تولي الملكة آن عرش بريطانيا.
المنشور مكتوب بنفس نمط منشورات حزب المحافظين التي هاجمت المنشقين، وافترض بعض الناس أن الكتيب يمثل دفاعا حقيقيا عن وجهة نظرهم. أثار الكتيب أسئلة محرجة حول التعامل مع قضية المنشقين من قبل وزارة حزب المحافظين، وأدى إلى اعتقال ديفو بتهمة التحريض على الفتنة. كان لسجنه تأثير دائم على كتاباته اللاحقة، وكان قد وقع خلال هذه الفترة تحت طائلة الإفلاس. نشر ديفو عدة كتيبات في السنوات التي تلت إطلاق سراحه، وحاول فيها أن يفسر وجهة نظره الخاصة في هذا الكتيب.

## الخلفية
في عام 1702، توفي الملك ويليام الثالث، وخلفته الملكة آن على عرش إنجلترا واسكتلندا وأيرلندا. كانت أقل تسامحا من ويليام في سياسة "الانسجام العرضي"، حيث يمكن للمنشقين الدخول كأعضاء في كنيسة إنجلترا، وبالتالي شغل المناصب العامة - من خلال حضور قداس الكنيسة مرة واحدة في السنة. انتقد ديفو هذا الأسلوب واعتبره نفاقا، أنه رغم كان داعما للحرية الدينية. وقد كتب ضده في كتيب بعنوان "تحقيق في الانسجام العرضي: "إظهار أن المخالفين لا يشعرون بأي قلق في ذلك" (1698) 
وفي السنة نفسها، زاد العداء تجاه المعارضين. وصدر مشروع قانون ضد الانسجام العرضي من خلال مجلس العموم ونوقش في مجلس اللوردات. وحذرت شخصيات مثل رجل الدين هنري ساشيفيرل من المعارضين الذين يتولون مناصب السلطة السياسية. وتبعته صحافة المحافظين التي نشرت عددا من الخطب والنشرات التي قدمت حججا مماثلة. نشر ديفو هذا الكتيب في ديسمبر، على افتراض اتخاذه نفس الأسلوب مثل ساشيفيل ومنشورات المحافظين.